# Daybreak Game Company
Daybreak Game Company (anteriormente conhecida como Sony Online Entertainment) é uma desenvolvedora de videogames fundada em 1997 e com sede em San Diego. Em 1 de dezembro de 2020, a Daybreak Game Company foi adquirida pela Enad Global 7.
São conhecidos pelos jogos do gênero MMORPG e por produzir EverQuest, PlanetSide, DC Universe Online e Star Wars Galaxies.

## História

### Sony Online Entertainment
A história da Sony Online Entertainment, como Daybreak Game Company chamada na época, e da Verant podem ser vistas sendo iniciada com a Sony Interactive Studios America (SISA), um estúdio interno de desenvolvimento de jogos da Sony que fora formado em torno de 1995. Em 1996, John Smedley ficou em comando do desenvolvimento de um jogo online para SISA, que foi se tornando EverQuest. Ele contratou Brad McQuaid and Steve Clover como programadores para o jogo em Março.
Em Abril de 1998, a Sony Online Entertainment foi formada pela junção da Sony Online Ventures com a Sony Pictures Entertainment. Em alguns meses a SISA foi renomeada para 989 Studios. EverQuest, que teve crédito de ter sido desenvolvido pela 989 e foi publicado pela SOE, quando entrou em beta no ano de 1998.
Pelo final de 1998, Os Estúdios 989 fizeram um estratégia, decidiram fazer apenas jogos para o videogame PlayStation. A companhia de jogos online de desenvolvimento se separaram, inicialmente se rotulando RedEye Interactive e logo depois houve o lançamento do EverQuest em Março de 1999.

### Depois do EQ
Em abril de 2000, Verant contrataram desenvolvedores para fazer seu novo jogo Ultima Online seus nomes eram Raph Koster e Rich Vogel atualmente no escritório de Austin, Texas para desenvolver Star Wars Galaxies.  SOE comprou Verant no dia 1 de Junho de 2000 e eventualmente promoveram Brad McQuaid para ser o Chefe de Criação da SOE'.  EverQuest: The Ruins of Kunark (Março de 2000) foi a primeira lista de longas expansões para SOE/Verant atingir os MMORPG. Em outubro de 2001, McQuaid renunciou e achou a Sigil Games Online, achou vários desenvolvedores do original EverQuest da SOE para desenvolver o MMORPG deles Vanguard: Saga of Heroes 
SOE lançou Star Wars Galaxies em 2003, que teve um rápido crescimento como esperado. Bruce Woodcock da MMOGChart.com estimou que SWG chegaria a ter 300,000 assinantes em um ano, mas não cresceu significativamente depois disso. Depois disso, SOE lançou três expansões para o Star Wars Galaxies, "Jump to Lightspeed" que foi lançado em Outubro de 2004, "Rage of the Wookies" lançado em Maio de 2005 e "Trials Of Obi-Wan" em Novembro de 2005. Em 2003 a companhia também explorou um território não tocado pelos MMO com seu MMOFPS PlanetSide e depois o MMORPG de PlayStation 2 'EverQuest Online Adventures. Nenhum deles se tornaram grandes gêneros, mesmo assim SOE ainda continua e desenvolve eles. SOE continua produzindo expansões para o EverQuest, lançando The Legacy of Ykesha em Março e Lost Dungeons of Norrath em Setembro.

Em dezembro de 2020, foi relatado que a Daybreak Game Company seria adquirida pela Enad Global 7 por US$ 300 milhões. A transação foi concluída em 22 de dezembro.